# Харагуа (национальный парк)
Национальный парк Харагуа (исп. Parque nacional Jaragua) — национальный парк Доминиканской Республики, расположенный на крайнем юго-западе страны, на территории провинции Педерналес. Парк создан в 1983 году согласно президентскому Декрету № 1315 от 11 августа.

## География
Площадь парка составляет 1374 км², включая 905 км² водной поверхности, что делает его крупнейшей по площади природоохранной зоной в Карибском регионе. В состав парка, расположенного на южных склонах хребта Бараона и прибрежных равнинах, входят тропические и субтропические сухие широколиственные леса, мангры и скрэбы. Частью парка являются такие географические объекты как острова Беата и Альто Вело, пляж Байя-де-лас-Агилас и озеро Лаго-де-Овьедо.

## Флора и фауна
Флора и фауна парка крайне разнообразна. Здесь обитает больше половины эндемических видов птиц острова Гаити, в том числе почти исчезнувший гаитянский канюк из семейства ястребиных. Всего же в парке встречается около 130 видов птиц, из которых: 76 резидентов, 10 эндемичных и 47 мигрирующих. Среди растительных видов преобладают морской виноград, махагони, гваяковое дерево, дубы.